# Alto de El Angliru
A subida do Gamonal vista desde o Monsacro; em primeiro termo as curvas de Viapará.
O Angliru (em asturiano: L'Angiru ou El Gamonal) é um porto de montanha do Principado das Astúrias.
É uma zona de pastos e agregado de gado, que recebe o nome por sinédoque do lago El Angliru e que está situada no coração da serra do Aramo, no concelho de Riosa (Astúrias, Espanha).
Situado a 1 570 msnm de altitude, constitui um espaço natural de grande beleza localizado entre algumas dos cumes mais importantes desta serra, como são El Gamonal (e não La Gamonal como às vezes se lhe chama e com o que em ocasiões se confunde o Angliru mesmo), o Moncuevu e o Barriscal. Até este enclave chega a estrada local procedente de La Vega de Riosa, o que faz que seja esta a forma mais directa de aceder ao pico Gamonal (1 712 m).

## Como chegar
A forma mais singela de chegar é através da N-630 desviando para a direita pela AS-231 segundo se vem de Oviedo, passam as populações de Las Mazas e La Foz até que se chega a La Vega (capital do concelho) onde se toma o desvio à direita —estrada RI-2 para Grandiella— e se começa já a ascensão.

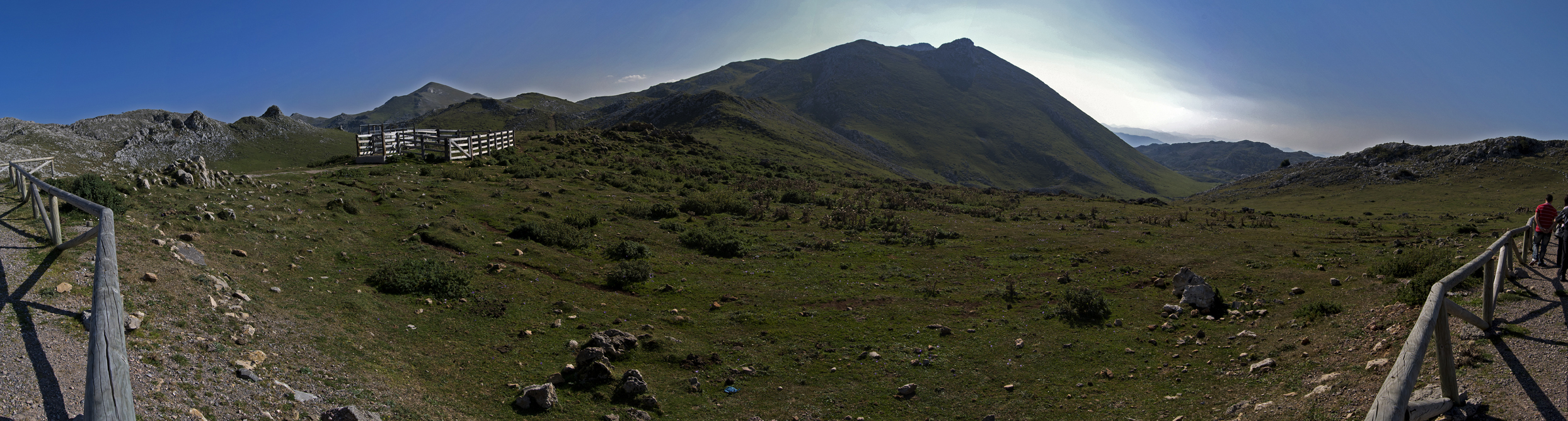
Panorámica do alto do Angliru.

## Ciclismo
De ser conhecido só pelos vaqueiro locais e excursionistas, passou a cobrar fama internacional depois de ser incluído como final de etapa na Volta a Espanha de 1999, dada a grande dureza da ascensão, que atinge em alguns trechos pendentes máximas de 23,5% na Cueña les Cabres, um dos portos de montanha asfaltados mais difíceis do ciclismo mundial. De facto, o Angliru está considerado como a cume de maior dureza mundial de subida em carreira, junto com o Mortirolo (que nunca tem sido final em alto e por isso "difícil" de medir a sua incidência em carreira) e o Zoncolan na Itália.
Em 1996 o asturiano e director de informação da ONZE, Miguel Prieto, após visitar o El Gamonal pôs-se em contacto com a empresa organizadora da Volta Ciclista a Espanha (Unipublic) propondo dita ascensão como final de etapa. Esta proposta não caiu em saco roto, estando como estava nesse momento La Vuelta procurando um final de etapa do mesmo renome, ressonância e dureza como era a ascensão aos Lagos de Covadonga. Em 1997 o Ajuntamento de Riosa arranjou a estrada e em 1999 foi pela primeira vez final de etapa.
A mítica vitória de José María "Chava" Jiménez (1999) saindo do nevoeiro e adiantando-se ao russo Pável Tonkov nos últimos metros remeteu ao cume do Angliru no ciclismo internacional. Posteriormente têm ganhado na sua cume Gilberto Simoni (2000), Roberto Heras (2002),  Alberto Contador (2008), Juanjo Cobo (2011), Kenny Elissonde (2013) e de novo Alberto Contador (2017), reconhecidos escaladores a nível mundial, o que demonstra a sua dificuldade. Actualmente à entrada da estrada que conduz ao cume, na localidade da Vega-Riosa, se colocou um cartaz que diz: Angliru, el Olimpo del Ciclismo, o que reflete a importância que tem tido a Volta Espanha no concelho de Riosa.
Todas as ascensões profissionais têm vindo acompanhadas previamente do alto do Cordal, de 1ª categoria, com o último quilómetro e meio a mais de 12% de pendente média o que unido à sua perigosa descida (onde se caíram corrredores como Abraham Olano e Igor Antón) faz que o grupo principal chegue seleccionado à base do Angliru, aumentando-se a já de por si só dureza do porto devido a esse desgaste prévio.
O alto da escalada é um ponto a 1570 m de altitude. A diferença total de altitude é 1248m. A escalada tem um comprimento de 12,55 km, com uma inclinação média de 9,9%. No entanto a média, mesmo sendo muito elevada, subestima as exigências físicas e mentais da escalada. Os primeiros cinco quilómetros da escalada têm uma inclinação média de 7.6% e são um teste duro mas não demasiado para ciclistas de classe mundial. O sexto quilómetro oferece a possibilidade de alguns ciclistas recuperarem, devido a uma média de apenas 2,1%, incluído mesmo uma pequena descida. Entretanto, a última metade da escalada é mais severa. Desde a marca dos 6 km até ao topo o declive médio é 13,1%. A parte a mais íngreme, que tem uma inclinação 23,6%, é conhecida como Cueña les Cabres e fica situada a aproximadamente 3 quilómetros do topo. Engane-se quem pensa que a escalada é mais fácil deste ponto após este ponto, pois ainda há mais duas rampas mais com inclinações de 18 a 21%. Os organizadores da Vuelta procuraram durante muito tempo por uma montanha que poderia rivalizar com d'Huez de Alpe ou o Mont Ventoux no Tour de France. O EL Angliru foi incluído pela primeira vez na Vuelta em 1999. Desde então foi escalado apenas mais duas vezes, mas é claramente uma das subidas mais temidas das provas profissionais. Durante a 15ª Etapa da Vuelta 2002, os ciclistas ascenderam ao El Angliru sobre uma forte chuva. Uma consequência inesperada foi que alguns carros não puderam escalar a parte a mais íngreme da subida. Assim sendo alguns ciclistas tiveram de fazer a subida com pneus lisos. Os organizadores anunciaram subsequentemente que estavam a considerar remover o Alto de EL Angliru de Vueltas futuras.

## Subida de 1999
Ivanov chega ao início da subida com cerca de 1 minuto de avanço, mas Tonkov ataca forte perto de Ablaneo e pouco depois alcança Ivanov. Em Viapará, Tonkov tem 40s sobre um grupo formado por Rubiera, Heras, Jiménez e Ulrich, e 1min sobre Casero e Olano. A 8 km de meta Olano alcança o grupo de Ullrich e pouco depois Heras lança um ataque ao qual apenas Jiménez consegue responder. Tonkov passa a 4 km da meta com 57s sobre o duo formado por Heras e Jimenez e com 1m19s sobre Olano e Ulrich. Beltran alcança Olano e este aproveita para deixar Ullrich para trás. No Aviru Jiménez deixa Heras para trás e começa a aproximar-se de Tonkov que já acusa o esforço e só tem 45s de vantagem sobre o corredor da Banesto. Nas últimas curvas Jiménez alcança o corredor russo da Mapei e assegura a vitória ao sprint.
Lá cima a grande surpresa era que Olano, apesar de uma queda e da grande dureza da etapa, foi quinto e manteve de forma esplêndida a Camisola Dourada, aumentando a vantagem sobre Ullrich em 1min.

### Classificação final da etapa
1. Espanha - José Maria Jiménez Banesto 4:52:04
2. Rússia - Pavel Tonkov Mapei mt
3. Espanha - Roberto Heras Kelme a 1:01
4. Espanha - Manuel Beltrán Banesto a 1:13
5. Espanha - Abraham Olano ONCE 1:44
6. Itália - Leonardo Piepoli Banesto a 2:03
7. Alemanha - Jan Ullrich Telekom a 2:45
8. Espanha - José Luís Rubiera Kelme a 2:45
9. Itália - Davide Rebellin Polti a 3:00
10. Espanha - Andre Coelho Vitalício Seguros a 3:09

## Subida de 2000
A 60 km da meta o pelotão estava esgotado, fruto do trabalho da Kelme. Somente os melhores estavam no grupo de trinta corredores que seguia na frente, depois da penúltima montanha do dia. A Kelme já não contava com Óscar Sevilla, que tinha o seu dia mau, nem com Chechu Rubiera que fez uma grande selecção na parte final da subida a La Colladiella, bem como an decida e também na subida ao Soterraña, onde o terceiro da geral, Igor González de Galdeano, descolou e abandonou a Vuelta antes da subida ao Angliru. O grupo já só contava com uma dezena de corredores no topo de La Soterraña, grupo esse que continuo na frente até La Vega de Riosa. 2 km depois de Viapará Escartín lança um ataque e casero sente muitas dificuldades. No contra-ataque de Tonkov e Heras em Les Cabanes, com 21% de inclinação, Casero perde o contacto. A 6,5 km da meta Heras toma a iniciativa de ir para a frente, tentando conseguir a maior vantagem possível sobre Casero. O seu forte arranque deixa Casero a 2min09s, a 3 km para o topo. Os adeptos, debaixo de uma forte neblina vibravam com o espetáculo, principalmente na Cueña les Cabres, com um desnível de 23,5%. Entretanto Casero, um ciclista alto e forte começa a acusar o cansaço e tanto Rumsas como Escartín deixam-no para trás. Começa então o seu calvário até a meta, onde acaba por perder 3min41s para Heras, o seu maior rival. Este também passava mal, mas tinha obtido uma vantagem maior do que a que pensava. Heras não ganhou a etapa porque Simoni esteve incrível nos últimos 3Km, mas deu um passo de gigante rumo à vitória final em Madrid

### Classificação final da etapa
1. Itália - Gilberto Simoni, Lampre 4:37:34
2. República Checa - Jan Hruska, Vitalício a 2:19
3. Espanha - Roberto Heras, Kelme a 2:58
4. Polónia - Thomas Brozyna, POL a 3:11
5. Rússia - Pavel Tonkov, Mapei a 4:27
6. Espanha - Roberto Laiseka, Euskaltel a 4:27
7. França - Laurent Brochard, Domo a 4:44
8. Lituânia - Raimondas Rumsas, Fassa Bortolo a 5:16
9. Espanha - Gorka Gerrikagoitia, Euskaltel a 5:16
10. Espanha - Ferando Escartín, Kelme a 5:46

## Subida de 2002
No início do Angliru Flecha e Pereiro seguiam na frente. Após mais de 150 km de fuga. A Kelem toma a comando para proteger o seu líder Sevilla, mas a Saecco responde, tentando garantir a vitória para Simoni e no Cordal o seu companheiro Di Luca adianta-se com um grande ataque. No início do Angliru acaba a aventura de Flecha e Pereiro porque Aitor Osa toma a dianteira. O basco fez um grande trabalho, mas foi neutralizado após o Viapará pelo ritmo alucinante imposto por Tauler, que arredou da luta muitos favoritos. Na rampa de La Cuesta les Cabanes, de 21,5%, surge um inesperado ataque de Aitor González que deixou KO o seu companheiro e líder da prova, Óscar Sevilla. Roberto Heras aproveita a ocasião para contra-atacar e segue solitário para a meta. Em La Cueña les Cabres (23,5% de desnível) Heras teve um momento mau, mas recuperou de imediato Beloki esteve brilhante nos últimos 3 km e consegui ser 2º, a 1m35s de Heras. O italiano Casagrande também demonstrou ter muita força nas pernas e foi 3º a 1m41. O jovem Ibam Mayo deslumbrou ao ser 4º a 1m54, á frente de Aitor González., Di Luca, Simoni e Casero

### Classificação final da etapa
1. Espanha - Roberto Heras, US Postal 5:01:02
2. Espanha - Joseba Beloki, ONCE a 1:35
3. Itália - Franceso Casagrande, Fassa Bortolo a 1:41
4. Espanha - Ibam Mayo, Euskaltel a 1:54
5. Espanha - Aitor González, Kelme a 2:16
6. Itália - Danilo Di Luca, Saecco a 2:16
7. Itália - Gilberto Simoni, Saecco a 2:16
8. Espanha - Angél Casero, Team Coast a 2:22
9. Suíça  - Fabien Jeker, Maia Milaneza a 2:34
10. Espanha - Feliz Garcia Casas, Bigmat a 2:42

### Ganhadores da etapa do Angliru na Volta a Espanha
| Edição | Ganhador           | Líder            | Melhor tempo de ascensão                        |  |
| ------ | ------------------ | ---------------- | ----------------------------------------------- |  |
| 1999   | José María Jiménez | Abraham Olano    | José María Jiménez e Pavel Tonkov (44 min 50 s) |  |
| 2000   | Gilberto Simoni    | Roberto Heras    | Roberto Heras (41 min 55 s)                     |  |
| 2002   | Roberto Heras      | Roberto Heras    | Roberto Heras (43 min 41 s)                     |  |
| 2008   | Alberto Contador   | Alberto Contador | Alberto Contador (43 min 12 s)                  |  |
| 2011   | Juanjo Cobo        | Juanjo Cobo      | Juanjo Cobo (43 min 44 s)                       |  |
| 2013   | Kenny Elissonde    | Chris Horner     | Chris Horner (43 min 06 s)                      |  |
| 2017   | Alberto Contador   | Chris Froome     | Wout Poels (44 min 00 s)                        |  |

### Ascensões mais rápidas[4]
| Posição | Ciclista           | Tempo       | Velocidade média | Ano              |
| 1ª      | Roberto Heras      | 41 min 55 s | 18,320 km/h      | 2000 (etapa 16ª) |
| 2ª      | Chris Horner       | 43 min 06 s | 17,820 km/h      | 2013 (etapa 20ª) |
| 3ª      | Alberto Contador   | 43 min 12 s | 17,780 km/h      | 2008 (etapa 13ª) |
| 4ª      | José María Jiménez | 43 min 24 s | 17,700 km/h      | 1999 (etapa 16ª) |
| 5ª      | Roberto Laiseka    | 43 min 24 s | 17,700 km/h      | 2000 (etapa 16ª) |
| 6ª      | Alejandro Valverde | 43 min 34 s | 17,630 km/h      | 2013 (etapa 20ª) |
| 7ª      | Vincenzo Nibali    | 43 min 34 s | 17,630 km/h      | 2013 (etapa 20ª) |
| 8ª      | Alejandro Valverde | 43 min 54 s | 17,490 km/h      | 2008 (etapa 13ª) |
| 9ª      | Roberto Heras      | 43 min 55 s | 17,490 km/h      | 2002 (etapa 16ª) |
| 10ª     | Juan José Cobo     | 43 min 57 s | 17,470 km/h      | 2011 (etapa 15ª) |

### O Angliru em números
| - Altitude: 1.570 msnm - Longitude: 12,6 km - Desnível: 1 265 metros - Pendente média: 10,04% - Pendente máxima: 23,5% - Nível de esforço: 328 | - Início (primeiros 5 km): 9,1% - Les Cabanes (km 7): 22% - Llagos (km 8,5): 14,5% - Los Picones (km 9,5): 20% - Cobayos (km 10,2): 21,5% - La Cueña les Cabres (km 10,8): 23,5% - El Aviru (km 11,5): 21,5% - Les Piedrusines: 20% |

### Percorrido
Os primeiros 5 quilómetros são relativamente singelos, dentro da sua dureza, até chegar à zona recreativa de Viapará. O quilómetro mais duro deste trecho atinge o 9,1% de pendente média. Até Viapará pode-se aceder também através do povoamento de Santa Eulalia y Busloñé. Em Viapará encontra-se um quilómetro de falso plano ao 2,1 % em media.
Após Viapará ficam os 6 km mais difíceis. Em primeiro lugar nesta segunda parte encontra-se As Curvas de Les Cabanes com uma pendente de 22% durante 150 metros. A seguinte curva é a de Llagos onde a pendente é de 14,5%. A seguir encontram-se A Curva Los Picones (20% máximo) e A Curva Cobayos, uma prominente forquilha de 21,5% máximo, estas duas curvas desembocam em La Cueña Les Cabres onde a pendente máxima chega ao 23,5%, máximo de toda a subida. As duas últimas grandes rampas são as do Aviru e Les Piedrusines com pendentes máximas de 21,5% e 20% respectivamente. Os últimos 400 metros são em ligeira baixada para chegar a uma pequena área de descanso onde se localiza a meta.

### L'Angliru e seu falso mito sobre as diferenças
Este porto tem sido objeto de diferentes mitos sobre a sua dureza. Quiçá o mais conhecido seja o que produz poucas diferenças devido à pouca velocidade que podem ir os ciclistas, sem ataques ou duras mudanças de ritmo, já que entre os primeiros há pouca diferença de velocidade, mal 2-3 km/h. Essa teoria, defendida por muitos ciclistas e jornalistas foi-se generalizando ao longo dos anos apesar de que os dados reais digam o contrário.
Conquanto é verdadeiro que a velocidade de ascensão é baixa ao ocorrer este facto provoca que a diferença em segundos seja maior apesar de que a diferença em distância seja pequena. Um exemplo prático: uma ascensão de dificuldade moderada no que um ciclista consegua manter uma velocidade média de 24 km/h sobre um grupo que vá a 18 km/h conseguirá muita menos diferença (50 segundos por quilómetro) que indo a 8 km/h se o resto vai a 6 km/h (2 minutos e 30 segundos por quilómetro); apesar de ser velocidades "equivalentes" ao ser exactamente três vezes menor a diferença em tempo é três vezes maior. Também há que ter em conta o facto de que na maioria de portos alguns ciclistas podem aguentar o ritmo indo na roda durante alguns metros enquanto no Angliru é praticamente impossível devido à sua dureza extrema se podendo aumentar mais rápido essas diferenças.
Mas aparte dos dados teóricos os práticos também afirmam que é o porto que mais diferenças tem feito na Volta a Espanha em toda sua história e um dos que mais no mundo, com umas diferenças que em alguns casos triplica e quadriplica à de outros portos tradicionais da ronda espanhola e de outras Grandes Voltas. Como mostra a seguinte comparativa de diferenças com outros portos finais de etapa desde o ano 1999 (primeira ascensão ao Angliru).
| Ano             | Diferença 1º-2º | Diferença 1º-3º | Diferença 1º-5º | Diferença 1º-10º |
| --------------- | --------------- | --------------- | --------------- | ---------------- |
| 1999            | m.t.            | 1' 01"          | 1' 44"          | 3' 09"           |
| 2000            | 2' 19"          | 2' 58"          | 4' 27"          | 5' 46"           |
| 2002            | 1' 35"          | 1' 41"          | 2' 16"          | 2' 42"           |
| 2008            | 42"             | 58"             | 1' 32"          | 3' 01"           |
| 2011            | 48"             | 48"             | 1' 21"          | 1' 35"           |
| 2013            | 26"             | 54"             | 54"             | 1' 59"           |
| 2017            | 17"             | 17"             | 51"             | 1' 36"           |
| Diferença média | 52"             | 1' 13"          | 1' 52"          | 2' 49"           |

| Ano             | Diferença 1º-2º | Diferença 1º-3º | Diferença 1º-5º | Diferença 1º-10º |
| --------------- | --------------- | --------------- | --------------- | ---------------- |
| 2000            | 57"             | 1' 00"          | 1' 35"          | 2' 02"           |
| 2001            | 33"             | 58"             | 1' 21"          | 1' 21"           |
| 2005            | 1' 20"          | 1' 32"          | 1' 44"          | 2' 36"           |
| 2007            | 1' 06"          | 1' 06"          | 1' 06"          | 1' 49"           |
| 2010            | 1' 07"          | 1' 14"          | 2' 10"          | 2' 26"           |
| 2012            | 2' 02"          | 2' 02"          | 2' 17"          | 6' 45"           |
| Diferença média | 1' 11"          | 1' 19"          | 1' 42"          | 3' 30"           |

| Ano               | Diferença 1º-2º | Diferença 1º-3º | Diferença 1º-5º | Diferença 1º-10º |
| ----------------- | --------------- | --------------- | --------------- | ---------------- |
| 2003 (por Sutrio) | 34"             | 39"             | 43"             | 1' 31"           |
| 2007 (por Ovaro)  | m.t.            | 7"              | 37"             | 2' 02"           |
| 2010 (por Ovaro)  | 1' 19"          | 1' 30"          | 2' 26"          | 3' 46"           |
| 2011 (por Ovaro)  | 33"             | 39"             | 1' 20"          | 2' 10"           |
| 2014 (por Ovaro)  | 38"             | 49"             | 1' 37"          | 2' 37"           |
| Diferença média   | 37"             | 45"             | 1' 29"          | 2' 25"           |

| Ano             | Diferença 1º-2º | Diferença 1º-3º | Diferença 1º-5º | Diferença 1º-10º |
| --------------- | --------------- | --------------- | --------------- | ---------------- |
| 2002            | 18"             | 18"             | 48"             | 1' 04"           |
| 2003            | m.t.            | 2"              | 56"             | 1' 02"           |
| 2006            | m.t.            | 30"             | 35"             | 48"              |
| 2009            | 2' 23"          | 3' 08"          | 3' 22"          | 3' 49"           |
| Diferença média | 40"             | 1' 00"          | 1' 10"          | 1' 41"           |

| Ano             | Diferença 1º-2º | Diferença 1º-3º | Diferença 1º-5º | Diferença 1º-10º |
| --------------- | --------------- | --------------- | --------------- | ---------------- |
| 2001            | 54"             | 1' 08"          | 1' 29"          | 2' 30"           |
| 2003            | 40"             | 40"             | 40"             | 2' 47"           |
| 2011            | 7"              | 10"             | 30"             | 50"              |
| Diferença média | 34"             | 40"             | 53"             | 1' 47"           |

| Ano                          | Diferença 1º-2º | Diferença 1º-3º | Diferença 1º-5º | Diferença 1º-10º |
| ---------------------------- | --------------- | --------------- | --------------- | ---------------- |
| 2002 (por Becedas)           | 39"             | 47"             | 1' 09"          | 1' 31"           |
| 2004                         | 29"             | 1' 01"          | 2' 05"          | 3' 03"           |
| Volta a Castilla e León 2005 | 36"             | 50"             | 1' 04"          | 2' 09"           |
| 2006                         | m.t.            | 7"              | 22"             | 42"              |
| 2011                         | m.t.            | 3"              | 7"              | 12"              |
| Diferença média              | 21"             | 34"             | 57"             | 1' 31"           |

| Ano              | Diferença 1º-2º | Diferença 1º-3º | Diferença 1º-5º | Diferença 1º-10º |
| ---------------- | --------------- | --------------- | --------------- | ---------------- |
| 2002 (Mongie)    | 7"              | 13"             | 1' 16"          | 1' 52"           |
| 2004 (Mongie)    | m.t.            | 20"             | 33"             | 1' 03"           |
| 2010 (Tourmalet) | m.t.            | 1' 18"          | 1' 32"          | 2' 14"           |
| Diferença média  | 2"              | 37"             | 1' 07"          | 1' 40"           |

| Ano             | Diferença 1º-2º | Diferença 1º-3º | Diferença 1º-5º | Diferença 1º-10º |
| --------------- | --------------- | --------------- | --------------- | ---------------- |
| 1999            | m.t.            | m.t.            | 6"              | 1' 42"           |
| 2003            | m.t.            | 51"             | 54"             | 3' 31"           |
| 2006            | m.t.            | m.t.            | 17"             | 2' 29"           |
| 2008            | 34"             | 34"             | 39"             | 39"              |
| Diferença média | 9"              | 21"             | 29"             | 2' 08"           |

| Ano                          | Diferença 1º-2º | Diferença 1º-3º | Diferença 1º-5º | Diferença 1º-10º |
| ---------------------------- | --------------- | --------------- | --------------- | ---------------- |
| Volta a Castilla e León 2004 | 3"              | 31"             | 1' 01"          | 2' 20"           |
| 2006                         | 4"              | 6"              | 7"              | 29"              |
| Volta a Castilla e León 2010 | 13"             | 13"             | 1' 10"          | 1' 34"           |
| Diferença média              | 7"              | 17"             | 46"             | 1' 28"           |

| Ano             | Diferença 1º-2º | Diferença 1º-3º | Diferença 1º-5º | Diferença 1º-10º |
| --------------- | --------------- | --------------- | --------------- | ---------------- |
| 2001            | 15"             | 15"             | 22"             | 1' 04"           |
| 2004            | 4"              | 10"             | 25"             | 1' 09"           |
| 2009            | 33"             | 36"             | 44"             | 50"              |
| Diferença média | 17"             | 20"             | 30"             | 1' 01"           |

### O porto mais duro?
Depois da subida do Monte Zoncolan italiano por sua vertente de Ovaro no Giro 2007 tem tido discussões sobre se este porto substitui ao Angliru como a mais dura subida em carreiras profissionais. Esse porto dolomítico caracteriza-se pelos seus 9 km a uma pendente média de 12,5% com pontas de 23%. Seus 6 km centrais a uma média de 14,5% fazem que objetivamente seja o porto mais duro que se sobe actualmente. Apesar disso o Angliru tem provocado maiores diferenças entre os primeiros devido a seus pendentes extremas em alguns de seus trechos, ainda que é muito difícil ponderar qual dos dois altos seja mais duro.

### Vertente de Santa Eulalia
Apesar de que o Angliru seja mundialmente conhecido por seu vertiende Riosa existe uma vertente alternativa nunca subida a nível profissional, esta de localiza no concejo de Morcín. Esta vertente é mais longa (17,3 km) ainda que sua pendente média diminui (7,93%) e converge com a subida tradicional em Viapará. Seu primeiro trecho é mais suave, ao ter mais quilómetros, apesar disso se encontram pendentes mais duras de até o 18%.

## Museu da Bicicleta
A Prefeitura de Riosa iniciou as obras para a construção de um Museu da Bicicleta, junto com um hotel adjacente. No entanto, enquanto o segundo tem sido completado e prevê-se a sua abertura em 2013, o projecto do Museu tem ficado paralisado.